# Charles Mangion
Charles Mangion (* 14. November 1952 in Pietà) ist ein maltesischer Politiker. Von 1987 bis 2017 war er Abgeordneter im Repräsentantenhaus von Malta. Von 1996 bis 1998 war er in der Regierung als Justiz- und Kommunalminister tätig. 2008 war er kurzzeitig amtierender Oppositionsführer.

## Leben
Charles Mangion wurde in Pietà geboren und lebt in Luqa. Er besuchte in Luqa die Grundschule und setzte seine Sekundarschulausbildung am Lyceum in Hamrun fort. Er absolvierte die Universität von Malta mit einem Bachelor-Abschluss in englischer Literatur im Jahr 1974. 1982 promovierte er in Rechtswissenschaften. Heute arbeitet er als Notar in seiner eigenen Kanzlei „Mangion & Mangion Ltd.“.
Mangion trat 1975 der Labour Party (PL) bei und wurde 1987 erstmals ins Parlament gewählt. Er wurde bei den folgenden Wahlen wiedergewählt. Als Abgeordneter vertritt er den 6. Bezirk, der aus den Gemeinden Qormi, Siggiewi und Luqa besteht.
Von 1992 bis 1994 war er Schattenminister für Inneres, zwischen 1994 und 1996 Schattenminister für Industrie und Kommunalverwaltung. Darüber hinaus war er von 1992 bis 1996 stellvertretender Sprecher des Repräsentantenhauses. In der von Alfred Sant geführten Labour Party-Regierung war er von 1996 bis 1998 Minister für Justiz und Kommunalverwaltung. Im Mai 2003 wählten ihn die Delegierten der Labour Party zum stellvertretenden Parteivorsitzenden für parlamentarische Angelegenheiten.
2003 wurde er Schattenminister für Wirtschaft und Finanzen. Sant trat 2008 nach der knappen Niederlage der Labour Party bei den Parlamentswahlen im März 2008 als Vorsitzender der Labour Party zurück. Zwischen März und Juni 2008 war Mangion für kurze Zeit amtierender Vorsitzender der Labour Partei und gleichzeitig Oppositionsführer. Er wurde von Joseph Muscat als Vorsitzender abgelöst.
Im Jahr 2010 wurde Charles Mangion Joseph Muscat zum Schattenminister für Wirtschaft, Finanzdienstleistungen und Altersversorgung ernannt. Der Notar war gleichzeitig Vorsitzender des Ausschusses für öffentliche Finanzen. Bis 9. März 2013 war er Mitglied des Parlaments. Seine Rückkehr erfolgte am 15. April 2014, nachdem der Sitz von Marie Louise Coleiro Preca, die zur Präsidentin der Republik ernannt worden war, vakant wurde. Am 1. Mai 2017 schied er aus dem Parlament aus. Von 12. Juli 2017 bis 31. Dezember 2020 war er Vorsitzender der Air Malta.

## Privates
Charles Mangion ist verheiratet und hat drei Kinder. Sein Neffe ist Wirtschaftsminister Silvio Schembri.